# Tim Green
Timothy John Green (Liverpool, 16 dicembre 1963) è un ex giocatore di football americano statunitense che ha militato nei ruoli di linebacker e defensive end nella National Football League (NFL).

## Carriera
Al college Green giocò a football a Syracuse. Fu scelto dagli Atlanta Falcons come diciassettesimo assoluto nel Draft NFL 1986. Vi giocò per tutta la carriera fino al 1993, con un massimo di 6 sack nel 1990 e chiudendo l'esperienza professionistica a quota 24. In seguito divenne un commentatore sportivo.

## Palmarès
- Numero 72 ritirato dai Syracuse Orange
- College Football Hall of Fame